# Vassílievka (Oriol)
|  | Per a altres significats, vegeu «Vassílievka». |

Vassílievka (en rus: Васильевка) és un poble de l'óblast d'Oriol, a Rússia, segons el cens del 2010 tenia 85 habitants. Pertany al districte municipal de Verkhóvie.